# Тадеуш Ридзик
Тадеуш Ридзик (пол. Tadeusz Rydzyk; нар. 3 травня 1945, Олькуш) — польський католицький священник. Редемпторист, доктор богослов'я; засновник і директор радіостанції «Радіо Марія в Польщі», «Телебачення Trwam», засновник і ректор Вищої школи соціальних культури і засобів масової інформації у Торуні.

## Життєпис
Провів своє раннє дитинство у незаможній родині.
Навчався у семінарії Отців Редемптористів, потім вивчав біблійне богослов'я у католицькій богословській академії у Варшаві. 1 лютого 1971 року склав вічні обітниці. 20 червня 1971 року був висвячений на священника. Працював законовчителем у Торуні. У 1986 році вирушив до Італії, Німеччину: спочатку був у Нюрнберзі. У 1987—1991 роках працював священником в монастирі. У 1991 році — повернення до монастиря редемптористів у Торуні. У тому ж році він заснував радіостанцію «Радіо Марія», приватний університет — Вища школа соціальної культури і засобів масової інформації в Торуні.
8 жовтня 2009 року захистив докторську дисертацію на факультеті теології в Університеті кардинала Стефана Вишинського.
Тадеуш Ридзик — один із найвпливовіших у Польщі. «Радіо Марія» зараз має від двох до трьох мільйонів слухачів. Медіа отця Ридзика має також телеканал «Трвам» та щоденну газету «Наш дзєннік».
Його роками підтримують польські праві партії.
Тадеуш Ридзик у грудні 2017 року запропонував створити список українців, котрі рятували поляків від УПА